# Мацуи, Иванэ
Мацуи Иванэ (яп. 松井 石根, 27 июля 1878 — 23 декабря 1948) — военнослужащий Императорской армии Японии, генерал и военачальник. Командовал армейскими соединениями во Второй японо-китайской и Второй мировой войной, принимал активное участие в оккупации Китая. На Токийском процессе в 1946 году Мацуи был признан военным преступником второй категории. Приговорён к высшей мере наказания и казнён в декабре 1948 года.

## Биография

### Молодые годы
Иванэ Мацуи родился в г. Атами 27 июля 1878 года. Он был шестым сыном самурая из княжества Овари земель клана Токугава. 
После окончания школы в 1892 году он поступил и пять лет спустя окончил командное училище. Затем Мацуи принимал участие в боевых действиях в ходе Русско-японской войны. В 1906 году Иванэ окончил Высшую военную академию Императорской армии.

### Старший офицер императорской армии
С 1919 года Мацуи командовал 29-м полком Императорской армии Японии. Во время интервенции в Советской России он служил офицером штаба японского экспедиционного корпуса. 
В 1922 году Иванэ Мацуи был переведён на службу в армейское разведывательное управление (РУ), где был назначен на должность начальника  агентурного управления в г. Харбин (Маньчжурия). Далее для выслуги строевого ценза командовал 35-й бригадой. 
В 1925—1928 годах он служил начальником армейской разведки, а также был помощником начальника Генштаба, имел звание генерал-майора. До 1930 года Мацуи командовал 11-й дивизией Императорской армии Японии.

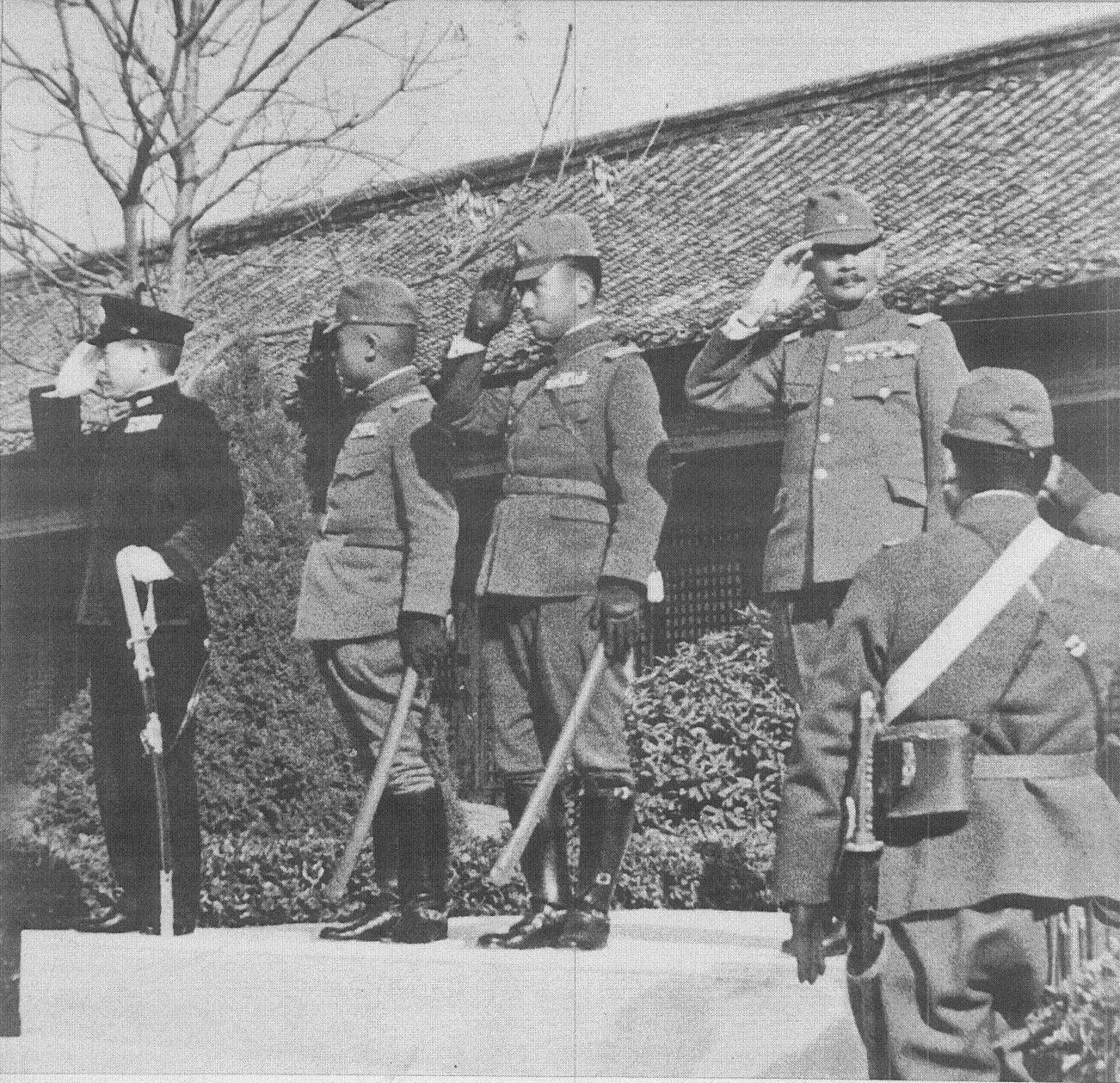
Командующие парадом в г. Нанкин (1937)
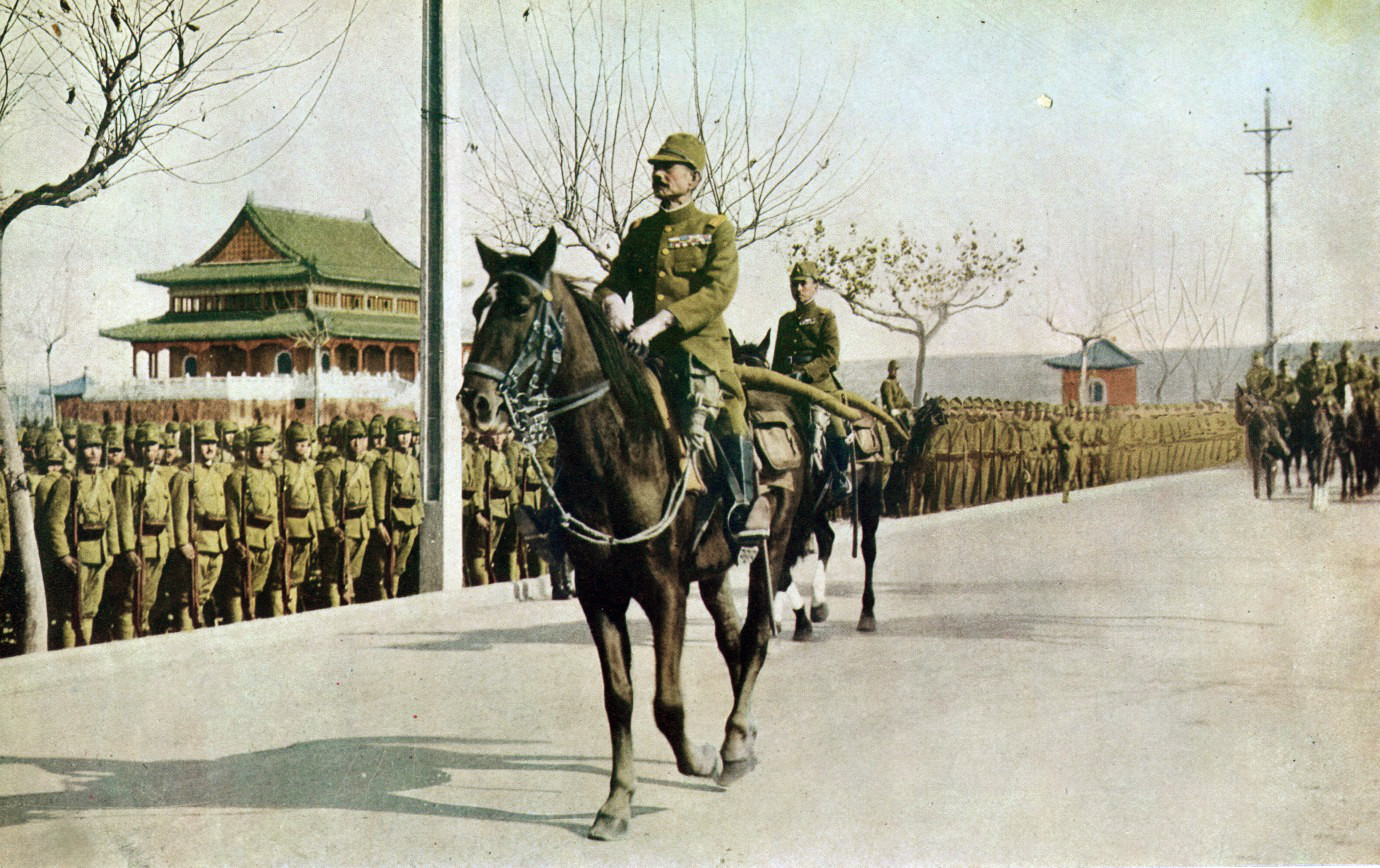
Генерал Мацуи принимает парад японских войск в г. Нанкин (1937)
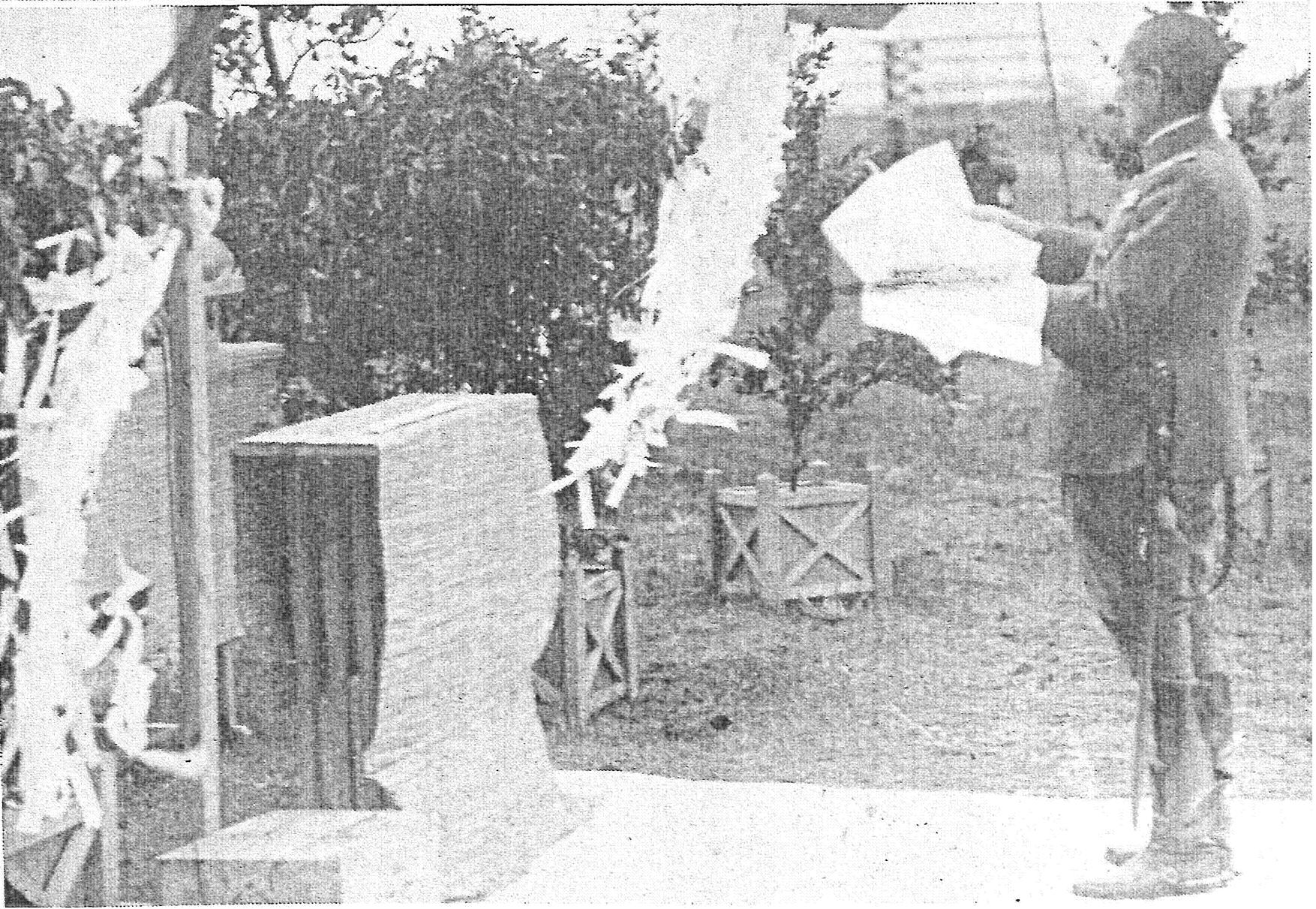
Генерал Мацуи зачитывает слова панихиды по погибшим японским солдатам у крепостных стен г. Нанкин (1937)

В 1931—1932 годах Мацуи находился в составе делегации Японской империи на Всемирной конференции по разоружению в Женеве в качестве старшего специалиста японского Генштаба. 
В 1933—1934 годах он был командующим войсками Японии на Тайване (генерал армии). С 1933 года — член Высшего военного совета, кавалер Ордена Восходящего солнца 1-го кл., один из учредителей «Великой Азиатской ассоциации». В отставке с 1935 года.

### Начало конфликта в Китае
После начала китайского конфликта был призван из запаса, приняв командование экспедиционными силами в Шанхае и организовав успешный штурм этого города. Японский историк Х. Ёсида считает, что Мацуи вернулся на действительную службу по личному приказу императора, который знал о дружбе генерала с тогдашним президентом Китая Чан Кайши. 

### Взятие Нанкина
Осенью 1937 года экспедиционные силы в Шанхае и 10-я армия в Китае были слиты в Центральный фронт под командованием генерала Мацуи. В конце 1937 года Центральный фронт начал наступление на г. Нанкин, завершившееся взятием столицы и задокументированными военными преступлениями японской армии. 
Генерал Мацуи из-за болезни не присутствовал в Нанкине во время резни, но международный резонанс вынудил правительство Японии сместить командование Центрального фронта. 17 декабря 1937 года армейские части и соединения под командованием генерала Мацуи и принца Асака провели военный парад в г. Нанкин. После занятия столицы Центральный фронт реорганизован, войдя в состав экспедиционных сил Центрального Китая. 
В 1938 году Мацуи был отозван в Японию и повторно вышел в отставку; после этого он уехал на родину в г. Атами (преф. Сидзуока).

### Подсудимый Токийского процесса

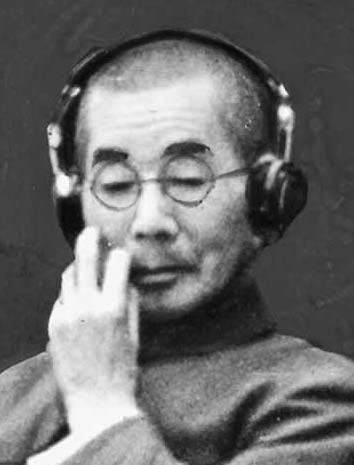
Генерал Мацуи на скамье подсудимых Токийского процесса (1946)

После капитуляции Японии, находясь в отставке, арестован оккупационными властями и обвинён в совершении военных преступлений. 
В 1948 году в ходе Токийского процесса Мацуи был признан виновным в совершении военных преступлений второй и третьей категорий и приговорён к смертной казни. Приговор приведён в исполнение 23 декабря 1948 года в токийской тюрьме Сугамо.